# Leptanthura thalassae
Leptanthura thalassae là một loài chân đều trong họ Leptanthuridae. Loài này được Negoescu miêu tả khoa học năm 1980.